# District de Bardhaman
Le district de Bardhaman (bengali : বর্ধমান জেলা) est un ancien district de l’État indien du Bengale-Occidental.
Il a été scindé en deux en 2017, son territoire a été réparti entre le district de Purba Bardhaman et de Paschim Bardhaman.

## Géographie
Le district avait une population de 7 723 663 habitants en 2011 pour une superficie de 7 024 km2.